# Бузета
Бузета је насељено мјесто на подручју града Глине, у Банији, Сисачко-мославачка жупанија, Република Хрватска.

## Култура
Овде се налазила православна црква брвнара, посвећена Светом пророку Илији, саграђена 1740. године, а запаљена августа 1995.

## Историја
Бузета се од распада Југославије до августа 1995. године налазила у Републици Српској Крајини. Током агресије на РСК, многи Срби су протерани из Бузете.

## Становништво
На попису становништва 2011. године, Бузета је имала 67 становника.
| Националност       | 1991. | 1981. | 1971. | 1961. |
| Срби               | 385   | 438   | 653   | 812   |
| Југословени        | 2     | 24    | 7     |       |
| Хрвати             | 2     | 1     | 3     | 2     |
| Словенци           |       | 1     |       | 1     |
| остали и непознато | 1     | 10    | 2     | 1     |
| Укупно             | 390   | 474   | 665   | 816   |

| Демографија | Демографија | Демографија |
| Година      | Становника  | Становника  |
| ----------- | ----------- | ----------- |
| 1961.       | 816         |             |
| 1971.       | 665         |             |
| 1981.       | 474         |             |
| 1991.       | 390         |             |
| 2001.       | 60          |             |
| 2011.       |             | 67          |

## Попис 1991.
На попису становништва 1991. године, насељено место Бузета је имало 390 становника, следећег националног састава:
| Попис 1991.‍  | Попис 1991.‍  | Попис 1991.‍ | Попис 1991.‍ | Попис 1991.‍ |
| ------------ | ------------ | ----------- | ----------- | ----------- |
|              |              |             |             |             |
| Срби         | Срби         |             | 385         | 98,71%      |
| Југословени  | Југословени  |             | 2           | 0,51%       |
| Хрвати       | Хрвати       |             | 2           | 0,51%       |
| неопредељени | неопредељени |             | 1           | 0,25%       |
| укупно: 390  |              |             |             |             |